# Рамуш, Клаудиу
Клаудиу Пиреш Мораиш Рамуш (порт. Cláudio Pires Morais Ramos; родился 16 ноября 1997 года в Визеу, Португалия) — португальский футболист, вратарь клуба «Порту». Выступал за сборную Португалии.

## Клубная карьера
Рамуш — воспитанник клубов «Паивенсе», «Академику ди Визеу», «Репесенсес» и «Витория Гимарайнш». В 2010 году для получения игровой практики Клаудиу на правах аренды выступал за «Амаранти». Летом 2011 года «Витория» отдала Рамуша в аренду в «Тонделу». По итогам сезона клуб вышел в более высокий дивизион и выкупил трансфер вратаря. 27 октября 2012 года в матче против «Авеша» он дебютировал в Сегунда лиге. В 2015 году Рамуш помог клубу выиграть первенство и выйти в элиту. 30 октября в матче против столичной «Бенфики» он дебютировал в Сангриш Лиге.

## Международная карьера
В 2010 году в составе юношеской сборной Португалии Рамуш принял участие в юношеском чемпионате Европы во Франции. На турнире он был запасным и на поле не вышел.
14 октября 2018 года в товарищеском матче против сборной Шотландии Рамуш дебютировал за сборную Португалии.